# Jeruzalem, Ljutomer
Jeruzalem je naselje v Občini Ljutomer.
Jeruzalem je razloženo vinogradniško naselje s središčem na slemenu okoli cerkve Žalostne Matere božje iz leta 1652, ki leži v Ljutomersko-ormoških goricah na razvodju med Dravo in Muro. Od Ljutomera, s katerim ga povezuje vinska cesta, je oddaljen 7 km in leži na nadmorski višini 341 m. 
Zgodovina Jeruzalema sega daleč nazaj. Tu so se prvi ustavili Rimljani, ki so v te kraje prinesli vinsko trto, kasneje so prišli križarji in romarji, ki so se vračali s pohodov v Sveto deželo. V začetku 13. stoletja je Friderik Ptujski podaril viteškemu redu križarjev ozemlje okoli Velike Nedelje z Jeruzalemom. Ti so poskrbeli za duhovni in kulturni razvoj domačinov in jih učili tudi vinogradništva. Ne nazadnje so tukaj pustošili Turki, ki so se vračali iz osvajanj na zahodu. Leta 1664 so pogumne prleške ženske ugnale turško četo, ki se je prek Jeruzalema vračala iz bitke pri Monoštru. O tem še zdaj priča krajevno ime Babji Klanec. Iz novejše zgodovine je znan po ustanovitvi vinske zadruge.
V višjih legah so zaradi izredno ugodne lege in zelo ugodnih podnebnih razmer terasasti vinogradi, pod njimi sadovnjaki večinoma jablan in nekaj gozda. 
Jeruzalem je ena najpomembnejših turističnih točk. Ob Marijini cerkvi je nekdaj stala Fischerauerjeva graščina, ki je leta 1907 pogorela, zdaj pa je tu dvorec v katerem je gostišče s 300 let staro obokano kletjo, zraven pa bogat arboretum z eksotami, drevesi, grmovnicami in trajnicami. Ob cesti Jeruzalem - Mali Brebrovnik stoji pravi kostanj izjemnih dimenzij imenovan tudi turški, naravna vrednota državnega pomena (ID št. 6931)

## Cerkev Žalostne Matere božje
Cerkev Žalostne Matere božje odlikuje izjemna lega, kvalitetna arhitektura in oprema. Leta 1652 je bil zgrajen prezbiterij, leta 1678 cerkvena ladja in okoli leta 1700 še zvonik. Je zgodnje-baročna zgradba s pravokotnim prezbiterijem in precej višjo in širšo ladjo. Na severni strani je prislonjena kapela svete Ane. V glavnem oltarju je slika Žalostne Matere Božje Jeruzalemske iz leta 1652, kopija tiste, ki naj bi jo prinesli križarji iz Jeruzalema. Iz sredine 18. stoletja so tabernakelj, stranska ladja in prižnica. Tudi na prižnici je Marijina slika, ta je iz leta 1678. V kapeli je bogat oltar s sliko svete Ane. Zvon iz 16. stoletja je iz Dornave.

## Znane osebe
- Mihael Jaklin, pisec, narodni buditelj, jezikoslovec